# Historischer Verein Kaiserslautern
Der Historische Verein Kaiserslautern ist ein Geschichtsverein in Kaiserslautern und im Landkreis Kaiserslautern und wurde 1954 gegründet.

## Aufgabenstellung und Ziele
Die Förderung der Erforschung der Geschichte und Volkskunde in der Stadt und im Landkreis Kaiserslautern ist Ziel des Vereins. Gleichzeitig sieht er seine Aufgabe darin, „das Bewusstsein und das Verständnis für das historische Wissen zu stärken sowie die Erinnerung an pfälzische Traditionen und Bräuche wach zu halten“. Dazu gehört, dass der Verein das „Kaiserslauterer Jahrbuch für pfälzische Geschichte und Volkskunde“ herausgibt und in Kooperation mit dem Institut für pfälzische Geschichte und Volkskunde (Kaiserslautern) Vorträge veranstaltet, die sich mit Themen der pfälzischen Geschichte beschäftigen. Darüber hinaus führt der Verein Exkursionen in die nähere und weitere Umgebung Kaiserslauterns durch.
Der Historische Verein Kaiserslautern ist eine Bezirksgruppe des Historischen Vereins der Pfalz.

## Die Vorsitzenden der Bezirksgruppe Kaiserslautern
- 1954–1963: Hermann Graf
- 1963–1988: Werner Seeling
- 1988–2003: Karl Scherer
- 2003–2023: Roland Paul

## Veröffentlichungen
- Jahrbuch zur Geschichte von Stadt und Landkreis Kaiserslautern. 1, 1961/62 bis 38/39, 1998/99
- Kaiserslauterer Jahrbuch für pfälzische Geschichte und Volkskunde. 1ff., 2001ff. [Fortsetzung von: Jahrbuch zur Geschichte von Stadt und Landkreis Kaiserslautern. 1961–1999]